# Les Deux Chevaux de Gengis Khan
Pour plus de détails, voir Fiche technique et Distribution.
Les Deux Chevaux de Gengis Khan (en mongol Чингисийн хоёр эр загалын тууж, Čingisijn hoër èr zagalyn tuuž ; en allemand Das Lied von den zwei Pferden) est un film allemand réalisé par Byambasuren Davaa, sorti en 2011.

## Synopsis
Les Deux Chevaux de Gengis Khan est une vieille chanson des Mongols. Le film raconte l'histoire de la quête de la chanteuse Urna Chahar-Tugchi pour trouver les origines de cette chanson.

## Fiche technique
- Titre français : Les Deux chevaux de Gengis Khan
- Titre original allemand : Das Lied von den zwei Pferden
- Titre mongol : Činggis-un qoyar ere jaγal-un tuγuji
- Réalisation : Byambasuren Davaa
- Scénario : Byambasuren Davaa
- Musique : Martijn van Broekhuizen
- Photographie : Martijn van Broekhuizen
- Montage : Jana Musik
- Sociétés de production : Grasland Film GbR et Atrix Films
- Sociétés de distribution : Jupiter Films (France)
- Pays de production :  Allemagne
- Langue originale : mongol
- Format : couleurs
- Genre : drame
- Durée : 87 minutes
- Dates de sortie :
  - Suisse : 15 août 2009 (Piazza Grande, Locarno)
  - Allemagne : 3 juin 2010
  - France : 13 juillet 2011

## Distribution
- Urna Chahar-Tugchi : la chanteuse
- Hicheengui Sambuu : le luthier
- Chimed Dolgor : une vieille chanteuse